# عقدا
عَقدا شهری از توابع بخش عقدا شهرستان اردکان در استان یزد در مرکز ایران است. این شهر محل نگهداری آتشدان زرتشتیان به مدت ۷۰۰ سال بود، بنا بر این محل عبادت زرتشتیان و شهر مهمی محسوب می‌شد. بازیگر مشهور فرهاد آییش نیز اهل این شهر است.

## جمعیت
جمعیت عقدا در سال ۱۳۸۵، برابر با ۴۷۵۸ نفر بوده است.

## اماکن دیدنی
- برج خواجه نعمت
- پیر پارس بانو (مزار شهدخت ساسانی)
- مزرعه مهر (مزار شهدخت ساسانی)
- برج ارجنان
- قلعه چاه نو
- برج چاه ریگ
- آب‌انبار چاه ریگ
- رباط انارستان
- کاروانسرای چاه ریگ
- حوزه علمیه عقدا
- چهارطاقی عقدا (ساباط)
- چاپارخانه عقدا
- خانه کوچک عقدا
- حسینیه کوچک عقدا
- حسینیه علیا
- حسینیه حضرت ابوالفضل سروسفلی
- امامزاده سید محمد هفتادر
- مکتب خانه حاجی فاطمه خانم
- خانه حاجی ابراهیم
- قلعه سامه
- کاروانسرای رشتی
- خانه خالومیرزا
- خانه  میرزا رضا کرمانی  (عقدایی)
- مسجد جامع عقدا
- قلعه سرو سفلی
- مسجد شمس
- مسجد هلاکو
- مسجد صلیب
- مسجد جامع روستای سروسفلی
- مسجد جامع هفتادر
- مسجد چادک
- خانه قاضی جلال الدینی
- حصار  خواجه نصیر الدین طوسی
- بافت روستای سروسفلی
- دروازه عقدا
- آب‌انبار هفتادر
- آب‌انبار حوض صفه
- آب‌انبار شهریار
- آب‌انبار حاج محمود
- آب‌انبار رشتی عقدا
- خانه فضلی عقدایی
- برج حاج ابوالقاسم
- خانه شیرین
- خانه حاجی حسین کریمی(عقدا)
- خانه کاکا
- اقامتگاه انار عقدا